# 오마타 카노
오마타 카노(小俣夏乃, 1996년 7월 24일 ~ )는 일본의 아티스틱스위밍 선수이다.
2015년 세계 수영 선수권 대회에서 2개의 동메달을 획득했다. 또한 2014년 FINA 세계 주니어 싱크로나이즈드 수영 선수권 대회에서 금메달 1개와 은메달 2개를 획득했고, 2012년 FINA 세계 주니어 싱크로나이즈드 수영 선수권 대회에서는 은메달 1개를 획득했다.